# Sergei Krivocheev
Sergei Krivocheev, né en 1960, est un coureur cycliste soviétique, dont la carrière se situe au début des années 1980.

## Biographie
Issu du centre de formation cycliste de l'armée soviétique de Kouïbychev Sergei Krivocheev est membre de l'équipe d'URSS qui participe en 1981 au Tour de l'Avenir. Lors de la 4e étape de celui-ci, entre Villié-Morgon et Chalon-sur-Saône, échappé en compagnie du coureur professionnel français Pascal Simon, et du coureur amateur Étienne Néant, il s'extraie de ce groupe à 15 kilomètres de l'arrivée et triomphe dans la ville bourguignonne avec 43 secondes d'avance sur Simon qui prend le maillot jaune. Le peloton est à plus de 7 minutes. Nul ne soupçonne alors que le maillot jaune que Pascal Simon vient de prendre va rester sur ses épaules jusqu'à l'arrivée finale. Kapitonov avait enjoint à son jeune coureur de ne pas prendre les relais de l'échappée et nul soviétique ne put reprocher à leur équipier d'avoir contribué à leur perte. Le temps perdu en Beaujolais-Mâconnais par Sergueï Soukhoroutchenkov sur Simon se retrouve au classement général final où 7 min 41 s séparent les deux hommes. Quant à Sergei Krivocheev, la montagne lui est fatale. Il termine ce Tour de l'Avenir loin des premiers.

## Palmarès

### Palmarès année par année
- 1981
  -  Champion d'URSS militaire contre-la-montre par équipes (avec Ivan Mitchenko, Nikolai Kossariev et Nikolai Anissimov)
  - Milk Race
  - 5eb étape du Tour de Slovaquie
  - 3e étape du Tour de l'Avenir
  - 2e du Championnat d'URSS militaire sur route
  - 3e du Tour de la Campanie amateurs
- 1982
  - 1re et 4e étapes du Tour de Tolède
  - 6e étape du Tour d'Italie amateurs
- 1983
  - Prologue du Tour de Pologne

### Places d'honneur
- 1981
  - 8e du Tour de Cuba
  - 55e du Tour de l'Avenir[3].
- 1982
  - 5e du Tour d'Italie amateurs[3].
- 1983
  - 17e du Tour de Pologne